# رضازاده
منظور از رضازاده شاید یکی از این موارد باشد:

## افراد
- حسن رضازاده مهرجو داور بین المللی کشتی
- رحیم رضازاده ملک
- صادق رضازاده شفق
- رضا رضازاده لنگرودی
- رجبعلی رضازاده
- حسین رضازاده قهرمان ایرانی جهان و المپیک
- حسین رضازاده (سیاستمدار)
- فاطمه رضازاده محلاتی

## مکان‌ها
- خانه رضازاده در اردبیل بجامانده از دوره قاجار
- خانه خانم رضازاده در رودسر مربوط به دوره قاجار
- ورزشگاه رضازاده